# Olga Witaljewna Kuragina
Olga Witaljewna Kuragina (russisch Ольга Витальевна Курагина, verheiratete Немогаева – Nemogajewa; * 21. April 1959 in Kirow) ist eine ehemalige sowjetische Fünfkämpferin.
Bei den Olympischen Sommerspielen 1980 in Moskau gewann sie mit ihrer persönlichen Bestleistung von 4875 Punkten die Bronzemedaille. Sie sorgte damit gemeinsam mit der Weltrekord erzielenden Nadija Tkatschenko und Olga Rukawischnikowa für einen Dreifach-Sieg des Gastgeberlandes.
Olga Kuragina ist 1,70 groß und wog zu Wettkampfzeiten 57 kg.